# Lestelle-Bétharram
Lestelle-Bétharram – miejscowość i gmina we Francji, w regionie Nowa Akwitania, w departamencie Pireneje Atlantyckie.
Według danych na rok 1990 gminę zamieszkiwało 865 osób, a gęstość zaludnienia wynosiła 100 osób/km² (wśród 2290 gmin Akwitanii Lestelle-Bétharram plasuje się na 486. miejscu pod względem liczby ludności, natomiast pod względem powierzchni na miejscu 1160.).